# Marco Antonio da Silva
Marco Antonio da Silva (Belo Horizonte, 9 mei 1966), ook wel kortweg Marquinhos genoemd, is een voormalig Braziliaans voetballer.

## Carrière
Marquinhos speelde tussen 1986 en 1998 voor Atlético Mineiro, Internacional, Cerezo Osaka en América.

## Braziliaans voetbalelftal
Marquinhos debuteerde in 1990 in het Braziliaans nationaal elftal en speelde 1 interland.